# (32386) 2000 QB192
2000 QB192 (asteroide 32386) é um asteroide da cintura principal. Possui uma excentricidade de 0.12753910 e uma inclinação de 16.62972º.
Este asteroide foi descoberto no dia 26 de agosto de 2000 por LINEAR em Socorro.